# Briefmarkenkapselgeld
Briefmarkenkapselgeld ist Notgeld im Nominalwert der Briefmarke, die sich unter durchsichtigen oder mit Reklame versehenen Abdeckungen oder Ausstanzungen befindet. Das Briefmarken-Kapselgeld fungierte zu einem überwiegenden Teil als Kleingeldersatz.
Als ältestes Briefmarken-Kapselgeld gelten die encased postage stamps, die 1862 durch J. Gault in New York entstanden. Es handelt sich hier um eine oben eingebogene Metallplatte, die mit einem Plättchen abschließt, darunter befindet sich die Briefmarke. Auf der Rückseite des Metalls war ein Reklametext eingraviert.
Vor allem nach dem Ersten Weltkrieg wurden in Deutschland, Österreich und Frankreich (timbres jetons) solche Kapseln ausgegeben. Auch in jüngerer Zeit fand zum Beispiel in Italien solches Ersatzgeld Verwendung. In der Regel wurden die Kapseln aus Zelluloid hergestellt.

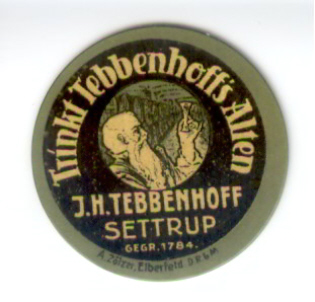
Vorderseite mit Werbetext: Trinkt Tebbenhoff’s Alten – J. H. Tebbenhoff – Settrup – Gegr. 1784
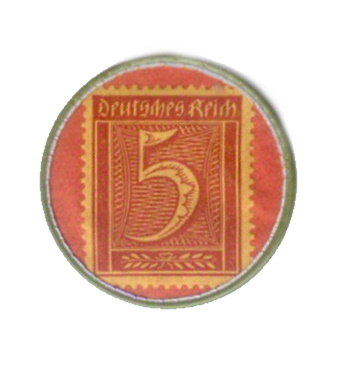
Rückseite mit Briefmarke aus dem Deutschen Reich zu 5 Pfennig